# NGC 196
NGC 196 (ook wel PGC 2357 of UGC 405) is een lensvormig sterrenstelsel in het sterrenbeeld Walvis. NGC 196 staat op ongeveer 180 miljoen lichtjaar van de Aarde.
NGC 196 werd op 28 december 1790 ontdekt door de Duits-Britse astronoom William Herschel.